# Bowlesia uncinata
Bowlesia uncinata är en flockblommig växtart som beskrevs av Luigi Aloysius Colla. Bowlesia uncinata ingår i släktet drusor, och familjen flockblommiga växter. Inga underarter finns listade i Catalogue of Life.